# Excentrische contractie
Een excentrische contractie is een type spiersamentrekking of contractie waarin de weerstand groter is dan de kracht die door de spier wordt geleverd, zodat de spier langer wordt tijdens de contractie. Excentrische contracties waarbij negatieve arbeid wordt verricht, komen voor bij het vertragen van de beweging van een gewricht of het weerstaan van de zwaartekracht.
Eenvoudige voorbeelden van bewegingen waarbij excentrische contracties voorkomen zijn tijdens het zakken tijdens het opdrukken waarbij de musculus triceps brachii wordt verkort, of het afdalen van een trap. Omdat hier de zwaartekracht werkt in de richting waarin de beweging plaatsvindt, zal dit moeten worden afgeremd door excentrische contracties om een ongecontroleerde voortgang van de beweging te voorkomen.
Omdat een spier tijdens een excentrische contractie wordt opgerekt door een externe kracht, terwijl de interactie van de actine- en myosinefilamenten juist is gericht op een verkorting, resulteert dit in meer spierschade dan een concentrische contractie.